# Brady, Texas
Brady är administrativ huvudort i McCulloch County i Texas. Orten bytte namn år 1906 då namnet förkortades från Brady City till Brady. Enligt 2020 års folkräkning hade Brady 5 118 invånare.